# نا براون
نا براون (بالإنجليزية: Na Brown)‏ هو لاعب كرة قدم أمريكية أمريكي، ولد في 22 فبراير 1977 في ريدسفيل في الولايات المتحدة.

## وصلات خارجية
- نا براون على موقع مرجع كرة القدم المحترفة.كوم (الإنجليزية)
- نا براون على موقع كلية كرة القدم في سبورتس رفرنس.كوم (الإنجليزية)